# عربی اندلسی
عربی اندلسی گویش یا گویش‌هایی از زبان عربی است که در اندلس، مناطق تحت حکومت مسلمانان در شبه‌جزیره ایبری (اسپانیا و پرتغال امروزی) از قرن نهم تا هفدهم میلادی سخن گفته می‌شد. این زبان در پی اخراج موریسکوها، که یک قرن پس از نبرد گرانادا توسط فرمانروایان کاتولیک رخ داد، منقرض شد. اخراج و آزار و اذیت عرب‌زبانان (در آن زمان که به‌طور گسترده در ایبری صحبت می‌شد) باعث پایان ناگهانی استفاده از این زبان در شبه‌جزیره شد. گرچه اندلسی‌ها پس از اخراج از اروپا در جوامع مغربی استحلال یافتند، تا حدودی توانستند زبانشان را حفظ کنند.